# Lebesgue univerzális fedési problémája

Vegyük észre, hogy az 1 átmérőjű körben nem fér el például az 1 átmérőjű háromszög

Megjegyzés: más kontextusokban az univerzális fedőtér általában egy univerzális tulajdonsággal rendelkező fedőtérre utal.
Lebesgue univerzális fedési problémája egy megoldatlan geometriai probléma, ami arra a legkisebb területű konvex síkidomra kérdez rá, amivel le lehet fedni a sík bármely, 1 átmérőjű halmazát. Egy ponthalmaz átmérője definíció szerint a halmaz összes pontja között páronként mért távolságok legkisebb felső korlátja (szuprémuma). Egy síkidom akkor fed le egy halmazt, ha tartalmaz egy vele kongruens részhalmazt. Más szavakkal, forgatással, eltolással vagy tükrözéssel elérhető, hogy teljesen a síkidomon belül foglaljon helyet.
A problémát Henri Lebesgue vetette fel Pál Gyulának írt 1914-es levelében. Pál 1920-as cikkében került publikálásra Pál elemzésével együtt. Pál megmutatta, hogy az összes állandó, 1 szélességű görbét lefedő síkidom az összes 1 átmérőjű halmazt is lefedi, és egy ilyen fedést egyrészt megvalósítja az 1 átmérőjű beírt körrel rendelkező szabályos hatszög (területe {\displaystyle {\frac {{\sqrt {3}}{2}}{\approx }}0,8660254}), másrészt ez tovább javítható a hatszög két sarkánál egy-egy kis háromszög eltávolításával, így kapva egy {\displaystyle 2-{\frac {2}{\sqrt {3}}}\approx 0,84529946} területű fedést.

A feketével jelölt idom Pál megoldása Lebesgue univerzális fedési problémájra. Ebben különböző, 1 átmérőjű síkidomok találhatók: egy kör (kékkel), egy Reuleaux-háromszög (pirossal) és egy négyzet (zölddel).

## Ismert korlátok
1936-ban Roland Sprague megmutatta, hogy Pál fedésének kis része eltávolítható a többi saroknál, és így még mindig univerzális fedés. Ezzel a terület felső korlátját javította {\displaystyle a\leq 0,844137708436}-re. 1992-ben Hansen megmutatta, Sprague megoldásából további két nagyon kis régió kitörölhető, javítva a felső korlátot {\displaystyle a\leq 0,844137708398}-ra. Hansen konstrukciója volt az első, aminél szerepet játszott a tükrözés lehetősége. 2015-ben John Baez, Karine Bagdasaryan és Philip Gibbs észrevették, hogy Pál eredeti fedésében a sarkokat más szögben levágva a terület tovább csökkenthető, az ezzel elért új felső korlát {\displaystyle a\leq 0,8441153}.
2018 októberében az arXiv-ra publikált, középiskolai szintű geometriát tartalmazó cikkében Philip Gibbs további, 0,8440935944-re történő területcsökkenést irányoz elő.
A területre vonatkozó legjobb alsó korlátot Peter Brass és Mehrbod Sharifi adta három alakzat optimális elrendezésével: {\displaystyle a\geq 0,832}.

## Fordítás
- Ez a szócikk részben vagy egészben a Lebesgue's universal covering problem című angol Wikipédia-szócikk ezen változatának fordításán alapul.  Az eredeti cikk szerkesztőit annak laptörténete sorolja fel. Ez a jelzés csupán a megfogalmazás eredetét és a szerzői jogokat jelzi, nem szolgál a cikkben szereplő információk forrásmegjelöléseként.